# Marcus II.
Marcus II. (auch: Markianos) († um 152) war Bischof von Alexandria.
Seine Amtszeit, die in die Jahre 142–152 (oder 143–154) datiert wird, fällt in die Regierung des Kaisers Antoninus Pius. Dem Bericht des Eusebius von Caesarea zufolge kam in Marcus’ Amtszeit die erste Häresie innerhalb der ägyptischen Kirche auf. Dabei hatte sich der Bischof mit den Gnostikern Basilides, Karpokrates und Valentinus auseinanderzusetzen. Sein Nachfolger wurde Celadion.